# 2188 Orlenok
2188 Orlenok eller 1976 QE1 är en asteroid i huvudbältet som upptäcktes den 28 oktober 1976 av den sovjetisk-ryska astronomen Ljudmila Zjuravljova vid Krims astrofysiska observatorium på Krim. Den har fått sitt namn efter Orlyonok.
Asteroiden har en diameter på ungefär 13 kilometer och den tillhör asteroidgruppen Koronis.